# Sturla Ásgeirsson
Sturla Ásgeirsson (født 20. juli 1980) er en islandsk tidligere håndboldspiller. Han har tidligere spillet for HSG Düsseldorf i den næstbedste tyske håndboldliga, Aarhus GF i Danmark og IR Reykjavik og Valur i hans hjemland, Island. Han har spillet adskillige kampe for det islandske landshold.